# Toshiya Tanaka (Fußballspieler, 1984)
Toshiya Tanaka (japanisch 田中 俊也 Tanaka Toshiya; * 12. November 1984 in der Präfektur Ishikawa) ist ein ehemaliger japanischer Fußballspieler.

## Karriere
Tanaka erlernte das Fußballspielen in der Schulmannschaft der Seiryo High School. Seinen ersten Vertrag unterschrieb er 2003 bei den Sanfrecce Hiroshima. Der Verein spielte in der zweithöchsten Liga des Landes, der J2 League. 2003 wurde er mit dem Verein Vizemeister der J2 League und stieg in die J1 League auf. Für den Verein absolvierte er sechs Ligaspiele. 2005 wechselte er zum Drittligisten Ehime FC. 2005 wurde er mit dem Verein Meister der Japan Football League und stieg in die J2 League auf. Für den Verein absolvierte er 162 Ligaspiele. 2010 wechselte er zum Drittligisten Zweigen Kanazawa. Ende 2010 beendete er seine Karriere als Fußballspieler.